# Жермен, Рональд
Рональд Жермен (Ronald N. Germain; род. 29 октября 1948, Нью-Йорк) — американский иммунобиолог.
Член Национальных Академии наук (2016) и Медицинской академии (2013) США, доктор медицины и доктор философии, заведующий лабораторией системной биологии и и. о. заведующего лабораторией иммунологии Национального института аллергии и инфекционных заболеваний (NIAID).

## Биография
Окончил Брауновский университет (1970) со степенями бакалавра (Summa cum laude, с отличием по биологии) и магистра. В 1976 году в Гарвардском университете получил степени доктора медицины (Magna cum laude) и доктора философии. Занимался там под началом Б. Бенасеррафа, впоследствии нобелевского лауреата 1980 года. С 1977 по 1982 год в Гарвардской медицинской школе: первоначально ассистент-профессор, с 1980 года ассоциированный профессор. С 1982 года в Национальном институте аллергии и инфекционных заболеваний — до 1987 года старший исследователь лаборатории иммунологии, ныне заведующий лабораторией системной биологии и и. о. заведующего лабораторией иммунологии. В 1989—2002 гг. Senior Executive Service в министерстве здравоохранения и социальных служб. Член American Association of Immunologists с 1975 года. Фелло Американской ассоциации содействия развитию науки (2012), иностранный член EMBO (2008). У него прошли подготовку более 70 постдоков.
Член редколлегии Current Biology и редакционно-консультативного совета Scientific Reports (с 2010). В 1987—1992 годах заместитель редактора Journal of Immunology.
Опубликовал около 400 научных работ.

## Награды и отличия
- Milton Fund Award (1977—1978)
- NIH Director’s Award (1986)
- PHS Superior Service Award (1989)
- DHHS Distinguished Service Award (1994)
- Distinguished Lecturer, German-American Academic Council (1997)
- NIAID[англ.] EEO Special Recognition Award (1998)
- Meritorious Presidential Rank Award[англ.] (2000)
- Karl Landsteiner-Medaille[нем.] (2008)
- NIAID Merit Award (2010)
- Meritorious Career Award, American Association of Immunologists[англ.] (2015)